# Колодии
Колодии (укр. Колодії) — село в Маневичской поселковой общине Камень-Каширского района Волынской области Украины.
До 2020 года входило в Маневичский район.
Код КОАТУУ — 0723683403. Население по данным 2021 года составляло 363 человек. Почтовый индекс — 44630. Телефонный код — 3376. Занимает площадь 0,776 км².